# Heinrich Lausberg
Heinrich Lausberg (* 12. Oktober 1912 in Aachen; † 11. April 1992 in Münster) war ein deutscher Romanist, Linguist und Rhetorikforscher.

## Leben
Lausberg studierte klassische, romanische und indogermanische Sprachwissenschaft in Bonn und Tübingen. Nach einer Forschungsreise zur Dialektforschung in die süditalienische Basilikata wurde er 1937 mit einer bei Gerhard Rohlfs verfassten Dissertation über die Mundarten Südlukaniens promoviert. Anschließend war er Mitarbeiter am Französischen Etymologischen Wörterbuch sowie am Thesaurus Linguae Latinae. Im Zweiten Weltkrieg wurde er als Dolmetscher in Russland und Italien eingesetzt.
Gleich nach seiner Rückkehr aus der Kriegsgefangenschaft nach dem Zweiten Weltkrieg habilitierte er sich 1945 an der Universität München mit seiner als hervorragend bewerteten Dissertation. Kurze Zeit später lehrte Lausberg an der Universität Bonn, wo er auf seinen zukünftigen Mentor Ernst Robert Curtius traf. 1949 wurde er an die Universität Münster als Leiter des Romanischen Seminars berufen. Dort beschäftigte er sich mit der europäischen Literatur und ihrer neuen Interpretation. Als Interpretationshilfsmittel verfasst Lausberg 1949 die Elemente der literarischen Rhetorik, die er 1960 mit dem Handbuch der literarischen Rhetorik fortführte.
1972 ging Lausberg an die Gesamthochschule Paderborn, um dort das Romanische Seminar aufzubauen.
Nach dem Urteil seines Schülers Harald Weinrich war Lausberg „ein Pionier der modernen Linguistik, ein Klassiker der Rhetorik und ein absoluter Philologe“. In Anerkennung seiner wissenschaftlichen Verdienste wurde er in mehrere Akademien berufen:
- Accademia della Crusca[2]
- Rheinisch-Westfälische Akademie der Wissenschaften
- Akademie der Wissenschaften zu Göttingen (1969)[3]

Außerdem war er
- Komtur des Verdienstordens der italienischen Republik
- Offizier des Ordens der Palmes Académiques

Neben seinen zahlreichen wissenschaftlichen Arbeiten war Lausberg auch als Chorleiter, Komponist und Arrangeur tätig.
Die Altphilologin Marion Lausberg ist seine Tochter.

## Ansätze zur Rhetorik
Die Motivation zu den zu Standardwerken  gewordenen Elementen und zum Handbuch der literarischen Rhetorik („der Lausberg“) geht auf Lausbergs Bonner Kontakt mit Curtius zurück, der sich nach dem Krieg, als die europäischen Literaturen erstmals aus ihren Nationalstaatsgrenzen in gegenseitigen Wettbewerb traten, mit deren Interpretation beschäftigt hatte. Angesichts der Vielfalt dieser Literaturen hatte Curtius formuliert: die europäische Literatur habe in der lateinischen Literatur eine gemeinsame Basis; das bedeutet in der Folge: die europäische Literatur könne mit gleichen Maßstäben allgemein interpretiert werden. Diesen Latein- und Antike-Bezug griff Lausberg auf und arbeitete daher in seiner Zeit in Münster vor allem die antike Rhetorik auf.
Aus dem Gesamtsystem der Rhetorik legte Lausberg sein Hauptaugenmerk auf zwei einzelne Stadien des rhetorischen Prozesses: auf dispositio und elocutio, und dabei im Besonderen auf die elocutio, also auf die sprachliche Gestaltung eines Textes.
Lausberg sah in der Rhetorik ein „System gedanklicher und sprachlicher Formen“. Obwohl bei einem Hörer oder Leser ein grammatisches Bewusstsein vorhanden sein muss, um zum Beispiel die Form eines Imperatives, die der Orator verwendet, auch als einen Imperativ und die darauf erwartete Konsequenz zu erkennen, ist dies wiederum bei rhetorischen Formen nicht der Fall. Eine „empirische Beherrschung (…) der verwendeten rhetorischen Formen ist beim Zuhörer nicht notwendig“. Ein Zuhörer wird also etwa von einer rhetorischen Frage emotional erregt, auch ohne dass er das Phänomen der rhetorischen Frage als solche bewusst reflektiert. Der Literaturwissenschaftler jedoch sollte diese rhetorischen Formen kennen und nach Möglichkeit beherrschen.
Lausberg interpretierte die rhetorischen Strukturen auch historisch im Rahmen ihrer jeweiligen Epoche. Formen der Neuzeit und des Mittelalters führte er allerdings immer wieder auf ihre Ursprünge in der Antike zurück, deren Phänomen-Breite sich dem damaligen Stellenwert der Rhetorik verdanke.

## Veröffentlichungen
- Die Mundarten Südlukaniens (= Beihefte zur Zeitschrift für romanische Philologie. 90). Niemeyer, Halle (Saale) 1939 (zugleich: Tübingen, Universität, Dissertation, 1939).
- Elemente der literarischen Rhetorik. Eine Einführung für Studierende der romanischen Philologie. Hueber, München 1949 (2., wesentlich erweiterte Auflage: Elemente der literarischen Rhetorik. Eine Einführung für Studierende der klassischen, romanischen, englischen und deutschen Philologie. ebenda 1963; zahlreiche weitere Auflagen).
- Romanische Sprachwissenschaft. 3 (in 4) Bände. de Gruyter, Berlin 1956–1962;
  - Band 1: Einleitung und Vokalismus (= Sammlung Göschen. 128/128a). 1956;
  - Band 2: Konsonantismus (= Sammlung Göschen. 250). 1956;
  - Band 3: Formenlehre (= Sammlung Göschen. 1199). Teil 1. 1962;
  - Band 3: Formenlehre (= Sammlung Göschen. 1200/1200a). Teil 2. 1962.
- Handbuch der literarischen Rhetorik. Eine Grundlegung der Literaturwissenschaft. 2 Bände. Hueber, München 1960 (und öfter).
- Das Sonett Les Grenades von Paul Valéry (= Wissenschaftliche Abhandlungen der Rheinisch-Westfälischen Akademie der Wissenschaften. 46). Westdeutscher Verlag, Opladen 1971, ISBN 3-531-09046-1.
- Der Hymnus „Ave maris stella“ (= Abhandlungen der Rheinisch-Westfälischen Akademie der Wissenschaften. 61). Westdeutscher Verlag, Opladen 1976, ISBN 3-531-05075-3.
- Der Hymnus „Veni Creator Spiritus“ (= Abhandlungen der Rheinisch-Westfälischen Akademie der Wissenschaften. 64). Westdeutscher Verlag, Opladen 1979, ISBN 3-531-05078-8.
- Der Johannes-Prolog. Rhetorische Befunde zu Form und Sinn des Textes (= Nachrichten der Akademie der Wissenschaften zu Göttingen. Philologisch-Historische Klasse. 1984, 5, ISSN 0065-5287). Vandenhoeck & Ruprecht, Göttingen 1984.
- Ernst Robert Curtius. 1886–1956. Aus dem Nachlass herausgegeben und eingeleitet von Arnold Arens. Steiner, Stuttgart 1993, ISBN 3-515-06408-7.